# 明石市民の会
明石市民の会（あかししみんのかい、英語: Akashi Citizens Association）は、かつて存在した兵庫県の政治団体。現在は明石市議会の会派「市民の会」として活動している。

## 概要
元明石市長の泉房穂が、初当選した市長選前の2011年2月に「あかし新せん会」として設立。2022年11月30日付で「明石市民の会」に名称変更。代表は元明石市長の泉房穂。2023年4月30日解散。当会から立候補し当選した議員は、会派「市民の会」を結成し活動している。

## 党史
- 2011年（平成23年）
  - 2月 - 元衆議院議員で弁護士の泉房穂が同年に行われる明石市長選前に設立。設立時の名称は「明石新せん会」。
- 2022年（令和4年）
  - 10月12日 - 泉が度重なる暴言問題の責任を取り3期目の市長任期満了を以て退任すると表明[1]。
  - 11月10日 - 泉が翌年の統一地方選に向けて、同月中に明石市を拠点とする地域政党を設立し、代表に就任すると表明[2]。
  - 11月30日 - 兵庫県選挙管理委員会に政治団体「明石新せん会」の名称を「明石市民の会」に変更する届け出をし、名称変更[3]。
  - 12月24日 - 記者会見を開き、翌年の明石市議選に新人5人を擁立すると発表[4]。
- 2023年（令和5年）
  - 1月28日 - 新人の橋本慧悟を市議選に擁立すると発表。
  - 2月28日 - 市議選に擁立予定だった橋本を同年の兵庫県議選に擁立すると発表[5]。
  - 3月24日 - 同年の明石市長選に市議の丸谷聡子を擁立すると発表[6]。
  - 4月9日 - 同日投開票された兵庫県議会議員選挙にて、明石市選挙区から無所属で立候補していた橋本がトップ当選[7]。
  - 4月23日 - 同日投開票された明石市長選挙にて、無所属で立候補していた丸谷が当選[8]。また、同じく同日投開票された明石市議選にて、無所属で立候補していた新人5人全員が当選[9]。
  - 4月24日 - 代表の泉が同月末での解散を表明[10]。
  - 4月30日 - 「明石市民の会」解散。
  - 5月2日 - 会派「市民の会」結成。

## 政策

### 基本政策
基本政策の主な内容は以下のとおりである。
1. 子育て支援
  - 医療費、給食費、保育料、遊び場、おむつの無料化
  - 児童手当の拡充
2. 高齢者支援
  - コミュニティバスの無料化
  - 高年クラブ等への助成拡充
3. 障害者支援
  - 障害者配慮条例に基づく助成拡充
  - インクルーシブ教育の推進
4. 犯罪被害者支援
  - 犯罪被害者支援・更生支援の拡充
5. 性的少数者支援
  - LGBTQ+施策の推進
6. 環境保全
  - ため池や里山の保全
  - 環境教育の推進

## 市民の会（会派）
2023年4月27日、明石市議会の新たな会派「市民の会」（会長・金尾良信）を、無所属の金尾良信、中川夏望、山中裕司、黒田智子、山下祥の5名で結成することを発表。元兵庫県議会議員で、現衆議院議員の橋本慧悟も当初は顧問として参加していた。
2025年5月9日には、日本維新の会を離党した上田雅彦が加入した。

### 所属議員
- 明石市議会
  - 金尾良信 (会長・会計理事)
  - 山中裕司 (幹事長)
  - 中川夏望 (副幹事長)
  - 黒田智子 (会計理事)
  - 山下祥 (広報)
  - 上田雅彦